# Lucía Martelli
Lucía Martelli (Buenos Aires; 9 de noviembre de 1989) es una exfutbolista argentina. Jugó como delantera en el club River Plate de la Primera División Femenina de Argentina y fue campeona de la Copa Libertadores Femenina 2018 con el Atlético Huila de Colombia.
En 2022, tuvo un breve paso por el Club Cittadella de Italia, tras lo cual se retiró del fútbol profesional el 24 de julio del mismo año.

## Estadísticas

### Clubes
| Club                    | País      | Año         |
| ----------------------- | --------- | ----------- |
| Atlético Huila Femenino | Colombia  | 2018 - 2019 |
| River Plate             | Argentina | 2019 - 2022 |
| Club Cittadella         | Italia    | 2022        |

## Palmarés

### Títulos internacionales
| Título                     | Club           | País   | Año  |
| -------------------------- | -------------- | ------ | ---- |
| Copa Libertadores Femenina | Atlético Huila | Brasil | 2018 |